# Новая (приток Дудергофского канала)
Новая — река в Кировском районе Санкт-Петербурга. Начинается южнее Балтийской линии Октябрьской железной дороги и заканчивается в районе усадьбы Александрино. На территории жилого массива Ульянки река превращена в цепь прудов, разделённых подземными трубами-водоводами.
Через реку переброшены несколько мостов, название имеют два: Новый мост по проспекту Ветеранов, построенный в 1960-е годы, и мост Бурцева по одноимённой улице, сооружённый в 1970-е годы.
По реке Новой в середине XIX века названа Речная улица.
Часть реки проходит в коллекторе диаметром 2-2,2 метра, построенном методом щитовой проходки. Коллектор заканчивается подводным порталом.

## История

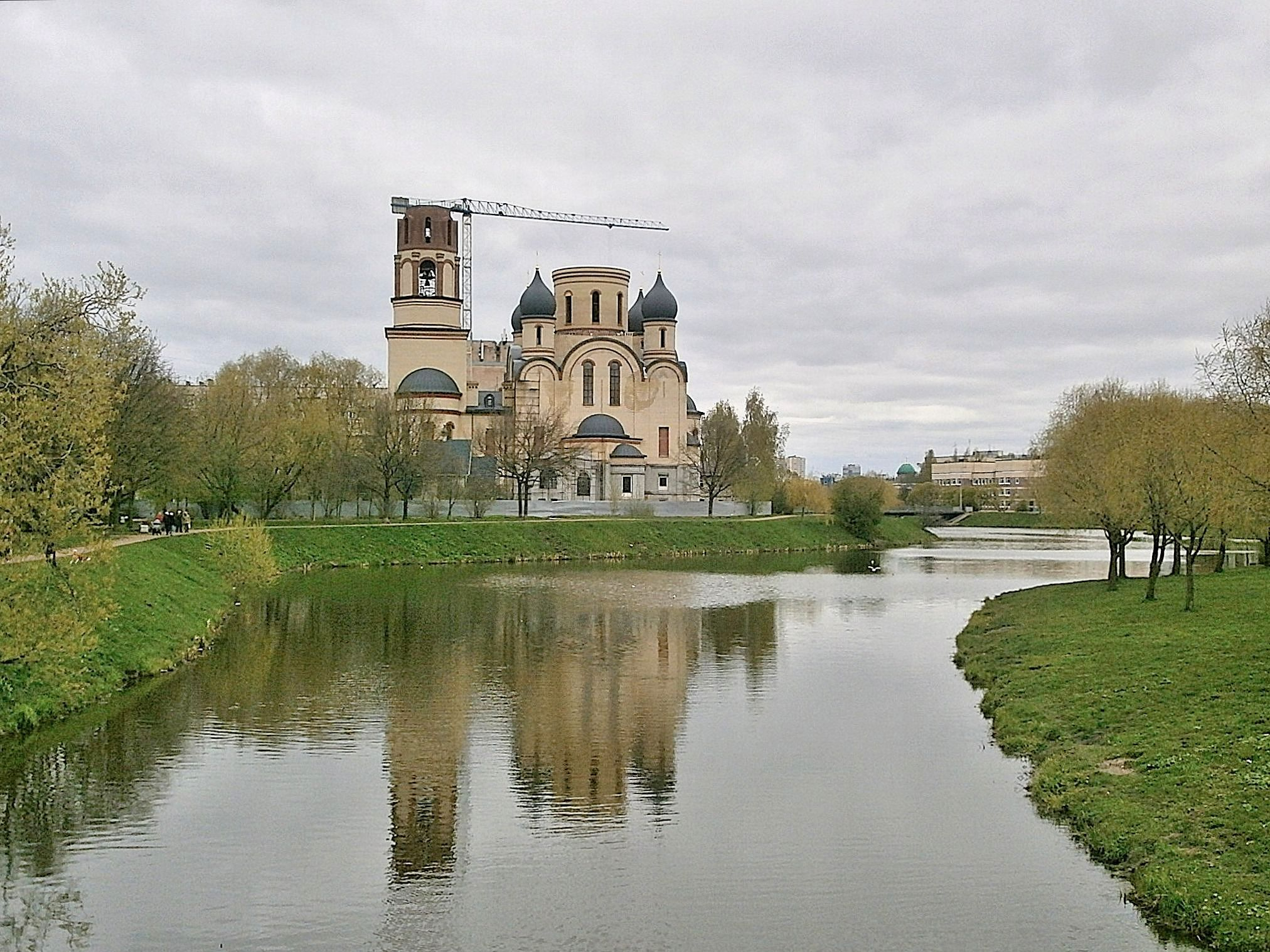
Строящийся Храм Святых Царственных Страстотерпцев на берегу реки Новая, май 2024

В Переписной окладной книге Водской пятины 1500 года река называется Тервуяк, то есть Тервуйоки (фин. Tervujoki).
Название «Новая» возникло в XIX веке, происходит от деревни Новая в Ульянке, входившей в имение Лигово. Рядом с деревней Новой в XIX веке был кирпичный завод. 
Также южнее Балтийской железной дороги на реке стояла деревня Ново-Койрова. Русло реки Новой - это бывшее русло Койровского ручья (Большая Койровка), перерезанное Лиговским каналом в XVIII веке и взлётно-посадочной полосой аэропорта Пулково в XX веке. Река брала исток у Дудергофских высот и имела длину около 20 км до впадения в Финский залив.
На берегу реки в 2009 году началось строительство храма Святых Царственных Страстотерпцев.

## Экология
В 2017 и 2018 годах жители юга Петербурга обеспокоились странным цветом воды в реке, странным запахом, появлением мёртвой рыбы и мёртвых уток в её русле. Активисты приносили мёртвых уток к приёмной депутата Заксобрания Сергея Никешина, требуя разобраться в причинах. Проверки выявили в воде запрещенные к сбросу этиленгликоль, этанол и ацетон, что стало результатом промышленных сбросов выше по течению. Среди подозреваемых в этом предприятий оказался аэропорт «Пулково», было возбуждено уголовное дело. С территории аэропорта Пулково попадали в Новый канал и далее в реку Новую загрязняющие вещества — компоненты жидкостей против обледенения.